# Luca Pacioli

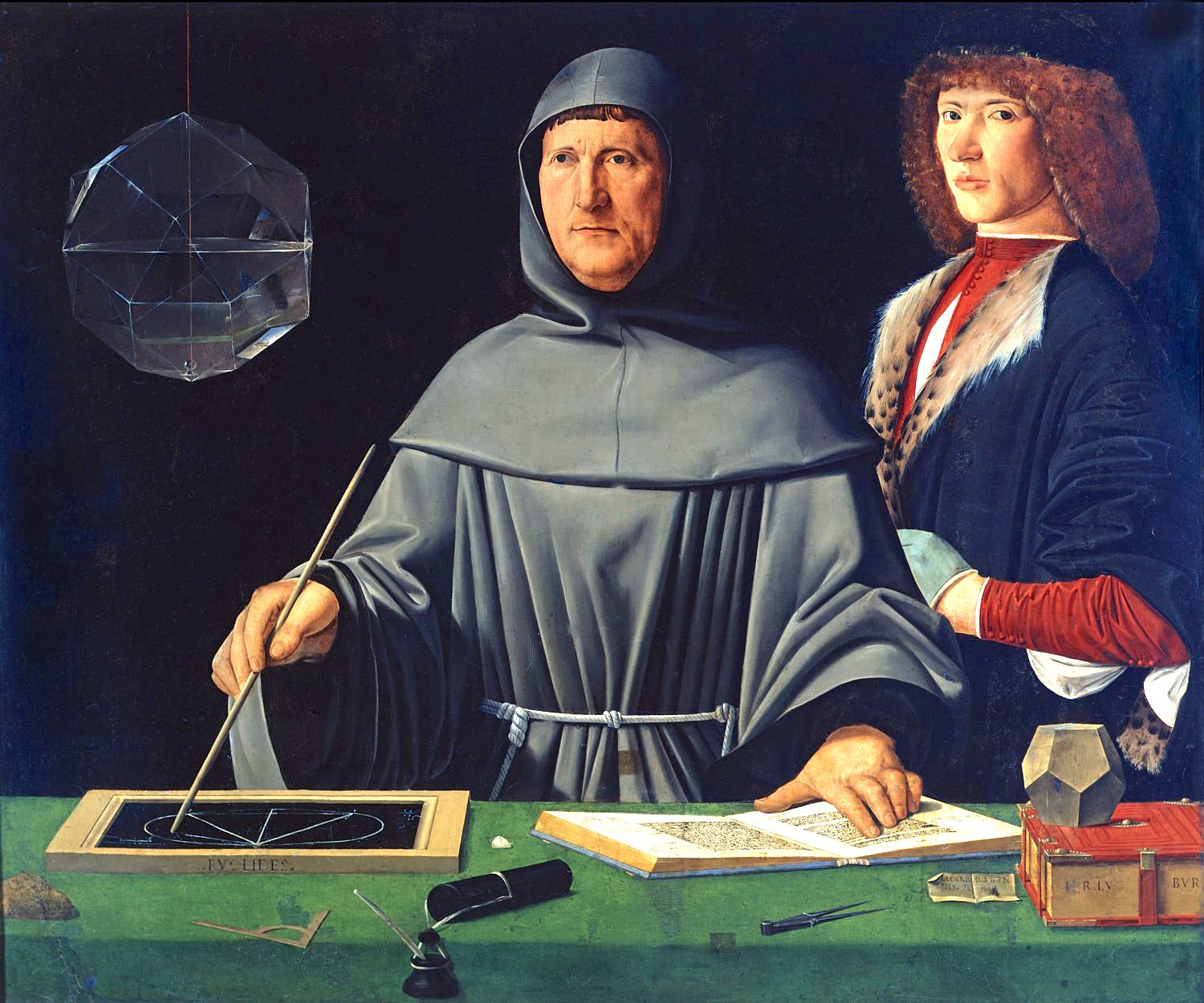
Portret van Luca Pacioli, toegeschreven aan Jacopo de' Barbari, 1495

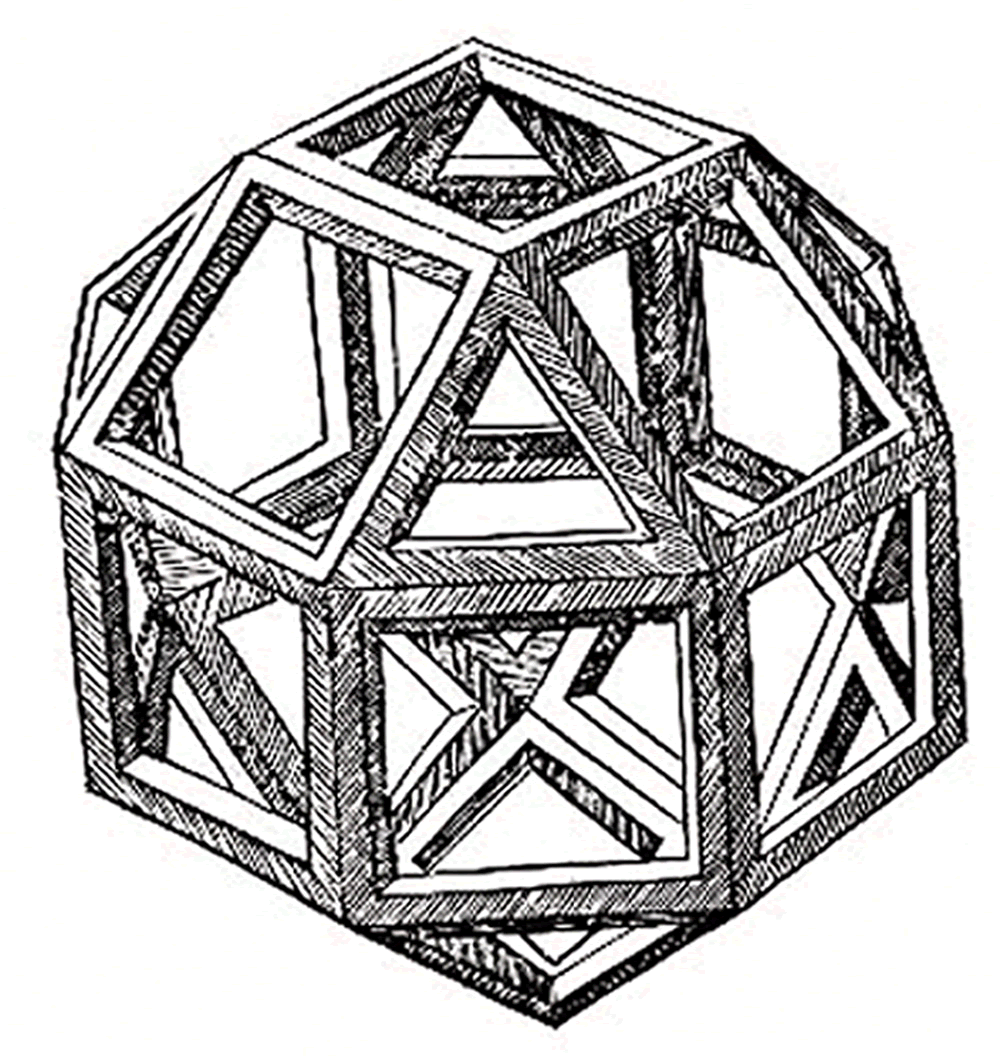
Romboëdrisch kuboctaëder van Leonardo da Vinci, zoals verschenen in Divina Proportione

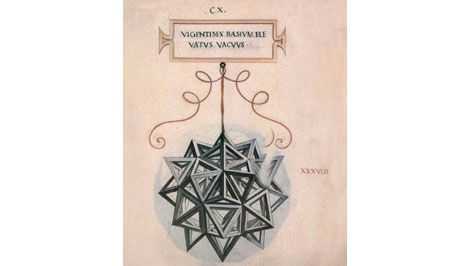
Foutieve voorstelling van Romboëdrisch kuboctaëder met uitsteeksels door Leonardo da Vinci, zoals verschenen in Divina Proportione

Luca Bartolomeo de Pacioli, ook wel naar zijn geboorteplaats Luca di Borgo genoemd en soms ook wel Paciolo (Borgo San Sepolcro, Toscane, 1445 - Rome, 1517) was een Italiaans wiskundige en franciscaner broeder.
Pacioli studeerde in Venetië en in Rome. In de jaren zeventig van de 15e eeuw werd hij broeder bij de Franciscanen. Hij was een rondreizende wiskundedocent tot hij in 1497 een uitnodiging van Ludovico Sforza accepteerde om in Milaan te gaan werken. Hier werkte hij samen met onder meer de vermaarde kunstenaar en wetenschapper Leonardo da Vinci.
Pacioli publiceerde verschillende werken over de wiskunde waaronder:
- Summa de arithmetica, geometrica, proportioni et proportionalita (Venetië 1494), een overzicht van de wiskundige inzichten van die tijd. Tevens bevat dit werk de eerste gepubliceerde beschrijving van de Venetiaanse manier van boekhouden, wat bekendstaat als dubbel boekhouden.
- Geometria (1509), een vertaling van Euclides naar het Latijn.
- Divina proportione (Venetië 1509), een werk over de wiskundige en de artistieke verhoudingen.

Pacioli schreef het eerste deel van de Divina proportione in 1497. Het bespreekt de wiskunde van de gulden snede. In 1509 breidde hij het boek uit met een verhandeling over verhoudingen in de architectuur. Opvallend genoeg komt de gulden snede daarin niet ter sprake.
Leonardo da Vinci tekende de illustraties van de regelmatig veelvlakken in het eerste deel van de Divina proportione terwijl hij bij Pacioli verbleef en wiskundelessen van hem kreeg. Zijn tekeningen zijn waarschijnlijk de eerste illustraties van de (zijden van) veelvlakken waarbij het onderscheid tussen de voor- en achterkant gemakkelijk te maken is. Volgens de Nederlandse wiskundige Rinus Roelofs maakt hij echter een fout in de voorstelling van een romboëdrische kuboctaëder met puntvormige uitsteeksels: de onderste piramide moet een driehoekig in plaats van vierkant grondvlak hebben.
Dit werk bespreekt ook het gebruik van perspectief door schilders als Piero della Francesca, Melozzo da Forlì en Marco Palmezzano.
Op het hierbij afgebeelde portret (Napels, Museo di Capodimonte) staat Luca afgebeeld met een student, wellicht Guidobaldo da Montefeltro, een telg uit het regerende geslacht van Urbino. De wiskundige demonstreert een vraagstuk uit de meetkunde van Euclides. Op tafel liggen een gradenmeter, een passer, een gesloten (Euclides) en een open boek (zijn eigen Summa uit 1494). Aan een touw hangt een doorzichtige polyeder waarin een gebouw weerspiegeld is, misschien het Hertogelijk Paleis van Urbino. Het portret wordt meestal toegeschreven aan Jacopo de Barbari, soms ook aan Piero della Francesca.